# 皮德斯梅列基
49°38′15″N 24°49′43″E / 49.63750°N 24.82861°E
皮德斯梅列基（烏克蘭語：Підсмереки），是烏克蘭西部的村莊，隸屬利維夫州的利維夫區。該村面積0.87平方公里，海拔高度325米，2001年人口56，人口密度每平方公里64.37人。